# 최 (위만조선)
최(最, ? ~ 기원전 104년? 103년?)는 위만조선의 관료로, 어양군 어양현(漁陽縣) 사람이다. '최'는 이름자로, 성씨는 알 수 없다. 아버지 노인의 '노'를 성씨로 혼동하여 '노최'라고 일컫기도 하나, '노인'은 이름자므로, 이는 잘못이다.

## 개요
기원전 109년 전한이 위만조선을 정벌 할 때 아버지 노인과 함께 한나라에 투항하였다.
이계상(泥谿相) 삼이 모반하여 우거왕이 죽고, 대신 성기(成己)가 왕검성에서 항전을 할 때, 최는 전한의 좌장군 순체와 모의하여 우거왕의 아들 장항과 함께 백성을 선동하여 성기를 죽이고 위만조선을 멸망시켰다.
기원전 107년, 무제로부터 열양후(涅陽侯)에 책봉되었다. 태초 원년(기원전 104년) 또는 2년(기원전 103년)에 죽어 시호를 강(康)이라 하였고, 봉국은 폐지되었다.

## 같이 보기
- 위만조선
- 위만
- 우거왕
- 장항
- 한음
- 왕겹
- 삼

## 참고 문헌
- 사마천 (기원전1~2세기). 〈권제115 조선열전(朝鮮列傳) / (漢文本)〉. 《사기》.